# Cosmorhoe neëlys
Cosmorhoe neëlys là một loài bướm đêm trong họ Geometridae.